# Anomis variolosa
Anomis variolosa är en fjärilsart som beskrevs av Walker 1857. Anomis variolosa ingår i släktet Anomis och familjen nattflyn. Inga underarter finns listade i Catalogue of Life.